# Bahamy na Letnich Igrzyskach Olimpijskich 1988
Bahamy na Letnich Igrzyskach Olimpijskich 1988 reprezentowało 14 zawodników, 12 mężczyzn i 4 kobiety.

## Skład kadry

### Boks
Mężczyźni
- Eugene Seymour

waga piórkowa – 9. miejsce

### Lekkoatletyka
Mężczyźni
- Fabian Whymns

bieg na 100 m – odpadł w 1 rundzie eliminacyjnej
- Derrick Knowles

bieg na 110 m przez płotki – odpadł w 1 rundzie eliminacyjnej
- Troy Kemp

skok wzwyż – 20. miejsce
- Steve Hanna

skok w dal – 24. miejsce
- Norbert Elliott

trójskok – 10. miejsce
- Patterson Johnson

trójskok – 20. miejsce
- Frank Rutherford

trójskok – 26. miejsce
- Bradley Cooper

rzut dyskiem – 16. miejsce
Kobiety
- Pauline Davis-Thompson

bieg na 100 m – odpadła w pierwszej rundzie eliminacyjnej
bieg na 200 m – odpadła w pierwszej rundzie eliminacyjnej
- Shonel Ferguson

skok w dal – 18. miejsce
- Laverne Eve

rzut oszczepem – 16. miejsce

### Skoki do wody
Kobiety
- Lori Roberts

trampolina z 3 m indywidualnie – 27. miejsce

### Pływanie
Mężczyźni
- Garvin Ferguson

100 m stylem dowolnym – 32. miejsce
200 m stylem dowolnym – 48. miejsce

### Żeglarstwo
Mężczyźni
- Durward Knowles i Steven Kelly

klasa open star – 17. miejsce